# Kříž v Štoutově
Litinový kříž stojí na rozcestí silnic do Čichalova a do Žlutic v obci Štoutov v okrese Karlovy Vary. Je chráněnou kulturní památkou ČR.

## Historie
Západně od obce Šoutov naproti kapli Nejsvětější Trojice na rozcestí silnic do Čichalova a do Žlutic byl v roce 1800 rodinou Franze a Franzisky Humlových postaven vysoký litinový kříž. Na konci 20. století byl kříž renovován.

## Popis
Na kamenném hranolovém podstavci s profilovanou krycí deskou a patkou je postaven hladký železný kříž s plastickým korpusem Krista. Na přední straně podstavce je vytesán německý nápis:„Zur Ehre Gottes gestiftet von Franz und františka… in Statdthöfen Nr. 1, 1800“
Kolem kříže je postaveno ohrazení ze šesti kamenných hranolových sloupků a je obklopen čtyřmi vzrostlými stromy.